# Niklas Hult
Niklas Hult (Värnamo, 13 februari 1990) is een Zweeds voetballer die doorgaans als linkshalf speelt. Hij verruilde Panathinaikos in januari 2018 voor AEK Athene. Hult debuteerde in 2012 in het Zweeds nationaal voetbalelftal.

## Clubcarrière
Hult stroomde door vanuit de jeugdopleiding van IFK Värnamo. Hiermee kwam hij in het seizoen 2008 uit in de Ettan. Hij werd er gezien door IF Elfsborg, dat hem in januari 2009 naar de club haalde. Hoewel hij in eerste instantie aansloot in de jeugd, speelde hij datzelfde jaar ook zijn eerste wedstrijd in de Allsvenskan. Coach Magnus Haglund liet hem op 1 mei 2009 in de 88e minuut invallen voor Denni Avdić uit bij IF Brommapojkarna (1–1). Hult groeide in 2011 onder diezelfde Haglund uit tot basisspeler bij Elfsborg. Als zodanig werd hij in 2012 voor het eerst landskampioen. Hult maakte op 5 juli 2012 voor het eerst in zijn profcarrière een hattrick. Hij zorgde toen voor zowel 1–0, 3–0 als 4–0 in een met 8–0 gewonnen wedstrijden in de voorronden van de Europa League thuis tegen Floriana FC.
Hult verruilde Elfsborg in juli 2014 voor OGC Nice. Hij debuteerde op 9 augustus 2014 voor de Zuid-Franse club in de Ligue 1, in een met 3–2 gewonnen wedstrijd tegen Toulouse. Na een eerste jaar met dertig competitiewedstrijden en twintig basisplaatsen, miste hij een aanzienlijk deel van seizoen 2015/16 vanwege een hamstringblessure.
Hult tekende in juli 2016 bij Panathinaikos. Hier maakten coaches Andrea Stramaccioni en daarna Marinos Ouzounidis weer een basiskracht van hem. Problemen bij het uitbetaald krijgen van zijn salaris, zorgden wel voor andere problemen. Hult tekende in januari 2018 voor concurrent AEK Athene. Hier kon hij dat seizoen nog in acht competitieronden bijdragen aan het winnen van het tweede landskampioenschap in zijn carrière. Als gevolg hiervan kwam hij in 2018/19 voor het eerst in zijn carrière uit in de UEFA Champions League.

## Interlandcarrière
Hult kwam dertien keer uit voor Zweden –21. Hij debuteerde op 18 januari 2012 onder bondscoach Erik Hamrén in het Zweeds voetbalelftal in een met 0–2 gewonnen oefeninterland in en tegen Bahrein. Hij begon in de basis en werd in de 73e minuut gewisseld voor Jimmy Durmaz. Nadat hij vijf dagen later ook mee mocht doen tegen Qatar duurde het tot januari 2014 voor hij weer werd opgeroepen. Na weer twee wedstrijden volgden oefeninterland vijf en zes in 2017 onder Hamréns opvolger Janne Andersson.

## Erelijst
| Competitie   |          |          |          |          |
| Competitie   | Aantal   | Jaren    |          |          |
| Elfsborg     | Elfsborg | Elfsborg | Elfsborg | Elfsborg |
| ------------ | -------- | -------- | -------- | -------- |
| Allsvenskan  | 1x       | 2012     |          |          |
| AEK Athene   |          |          |          |          |
| Super League | 1x       | 2017/18  |          |          |